# Lake Ronkonkoma
Lake Ronkonkoma – jednostka osadnicza w Stanach Zjednoczonych, w stanie Nowy Jork, w hrabstwie Suffolk.